# Tarista lycaon
Tarista lycaon är en fjärilsart som beskrevs av Druce 1891. Tarista lycaon ingår i släktet Tarista och familjen nattflyn. Inga underarter finns listade i Catalogue of Life.